# Evi Allemann

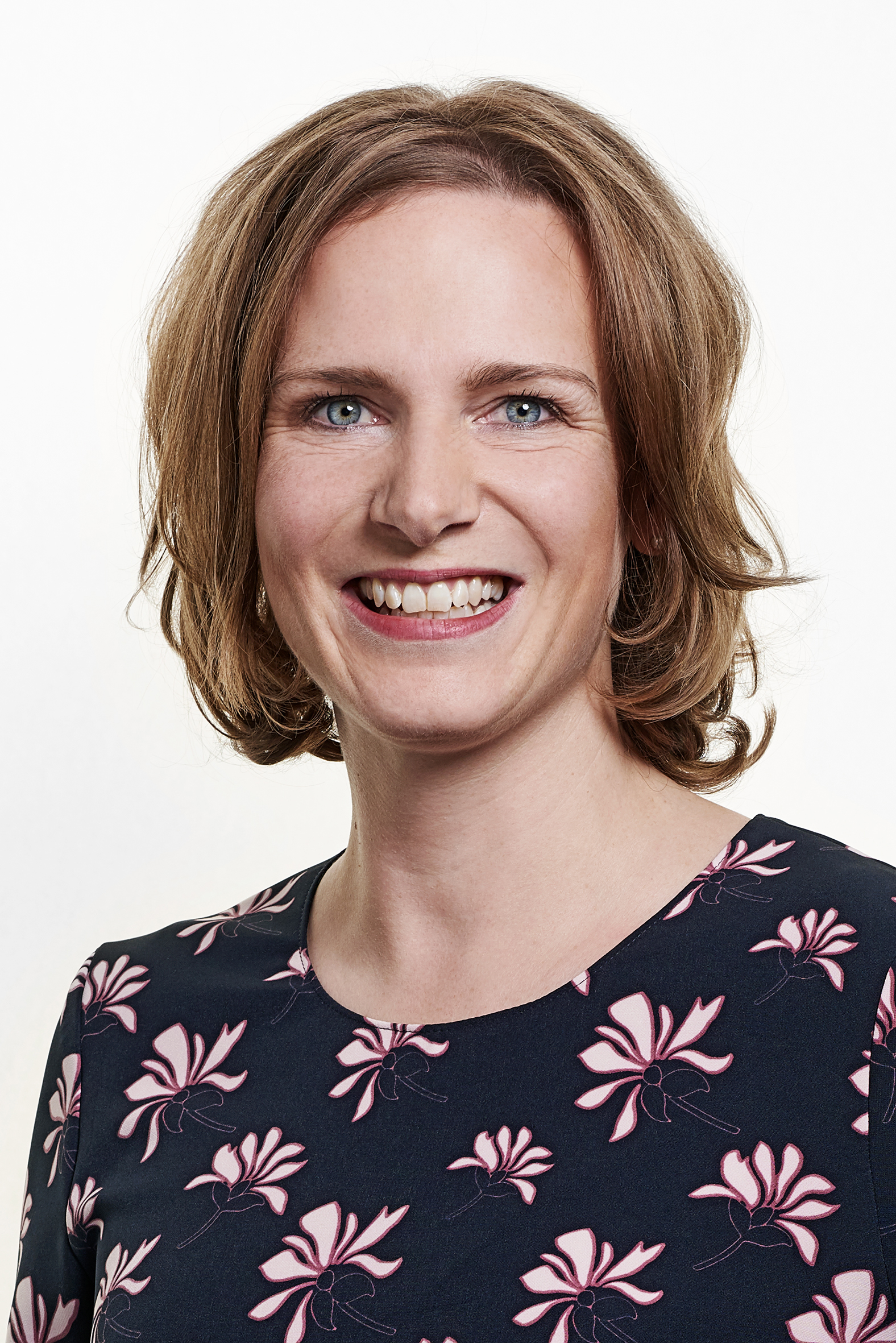
Evi Allemann (2017)

Evi Allemann (* 16. Juli 1978 in Bern; heimatberechtigt in Köniz und Welschenrohr) ist eine Schweizer Politikerin (SP). Seit 2018 ist sie Mitglied der Berner Kantonsregierung. Im Amtsjahr 2024/2025 war sie Regierungspräsidentin. Von 2003 bis 2018 war sie Nationalrätin.

## Leben
Evi Allemann wurde im April 1998 in den bernischen Grossen Rat gewählt und war damit damals die jüngste je in einem schweizerischen Kantonsparlament vertretene Parlamentarierin. Neben ihrer Arbeit in der Justizkommission setzte sich Allemann im Grossen Rat vor allem für jugend- und bildungsspezifische Anliegen ein.
Nach einem viel beachteten, ungewöhnlichen Wahlkampf gelang Allemann bei den Wahlen vom Oktober 2003 der Sprung in den Nationalrat mit 56'118 Stimmen. Sie wurde damit als 25-Jährige jüngste Nationalrätin der Schweiz. An der konstituierenden Sitzung des Nationalrates am 1. Dezember 2003 durfte sie nach dem Alterspräsidenten Christoph Blocher als jüngstes der erstmals gewählten Mitglieder des Nationalrates (Art. 1 Abs. 2 Bst. a GRN) eine Eröffnungsrede halten. Nach ihrer Wahl nahm sie zuerst Einsitz in der Kommission für Rechtsfragen (RK), später in der Kommission für Verkehr und Fernmeldewesen (KVF), der Aussenpolitischen Kommission (APK) und der Sicherheitspolitischen Kommission (SiK) des Nationalrats. Trotz einem schlechten Resultat ihrer Partei wurde Allemann in den Nationalratswahlen 2007 mit einer Stimmenzahl von 85'259 wiedergewählt. Bei den Wahlen vom 23. Oktober 2011 sowie vom 18. Oktober 2015 wurde sie erneut wiedergewählt. Nach ihrer Wahl in den Berner Regierungsrat trat sie auf den 28. Mai 2018 aus dem Nationalrat zurück.
Ihren politischen Schwerpunkt setzte Allemann im Nationalrat vor allem auf Verkehrs- und Umweltfragen sowie auf sicherheitspolitische Themen.
Allemann war zuletzt von 2013 bis zu ihrer Wahl in den Regierungsrat im März 2018 Präsidentin des Verkehrs-Clubs der Schweiz (VCS) sowie langjährige Präsidentin des Mieterinnenverbandes des Kantons Bern. Von 2004 bis 2011 war sie Präsidentin der Umweltorganisation Läbigi Stadt.
Am 25. März 2018 wurde sie in den Berner Regierungsrat gewählt, wo sie seit dem 1. Juni 2018 als Direktorin der Direktion für Inneres und Justiz (DIJ) amtet. Bei den Wahlen 2022 wurde sie im Amt bestätigt. Im Amtsjahr 2024/2025 war sie Regierungspräsidentin. Für die Wahlen 2026 wurde sie von ihrer Partei erneut nominiert.
Allemann kandidierte für die Bundesratswahl 2022 als Nachfolgerin der zurücktretenden Simonetta Sommaruga. Am 26. November 2022 beschloss die SP-Fraktion, Eva Herzog und Elisabeth Baume-Schneider auf ihren Wahlvorschlag an die Bundesversammlung aufzunehmen; Allemann erreichte den dritten Platz und wurde nicht nominiert. Am 16. Oktober 2023 kündigte Allemann ihre Kandidatur für die Bundesratswahl 2023 an, als Nachfolgerin für Alain Berset. Die SP-Fraktion entschied sich an ihrer Sitzung vom 25. November 2023 jedoch für das Zweierticket mit Beat Jans und Jon Pult.
Allemann wohnt in Bern, ist ausgebildete Juristin und Mutter zweier Kinder. Ihr Lebenspartner ist der SP-Grossrat und Burgdorfer Stadtpräsident Stefan Berger.